# Olena Chološová
Olena Chološová (ukrajinsky: Олена Холоша – Olena Chološa; * 26. ledna 1982 Čerkasy, Ukrajinská SSR) je ukrajinská atletka, jejíž specializací je skok do výšky.
Mezinárodní kariéru započala v roce 1999 na prvním ročníku MS v atletice do 17 let v Bydhošti, kde se umístila na 6. místě (179 cm). O rok později na juniorském mistrovství světa v chilském Santiagu skončila v kvalifikaci. V roce 2003 na světové letní univerziádě v jihokorejském Tegu skončila na 6. místě (188 cm).
Jejím největším mezinárodním úspěchem je bronzová medaile, kterou vybojovala společně s Ruskou Irinou Gordějevovou a Švédkou Emmou Greenovou v roce 2012 na ME v atletice v Helsinkách. Všechny tři výškařky měly stejný technický zápis a bronz získaly za překonanou výšku 192 cm. Na Letních olympijských hrách 2012 v Londýně v kvalifikaci překonala 190 cm a společně s Estonkou Annou Iljuštšenkovou obsadila dělené 15. místo, což k postupu do finále nestačilo.

## Osobní rekordy
- hala – 192 cm – 24. ledna 2007, Mykolajiv
- venku – 196 cm – 17. června 2012, Záporoží